# Pedro Militão Soares de Brito
Pedro Militão Soares de Brito (Caicó, 18 de janeiro de 1926 — Caicó, 1 de dezembro de 1969) foi um médico, professor e membro do Lions Clubs International.

## Biografia
Era filho de Pedro Militão Soares de Lucena, jornalista e empresário, e de Ana Amélia de Brito.
Foi aluno do Ginásio — hoje Colégio — Diocesano Seridoense, tradicional instituição de ensino católica de Caicó, voltada apenas para alunos do sexo masculino. Concluiu o ensino médio em Natal.
Formou-se em [medicina] no ano de 1953 na Faculdade de Medicina da Universidade do Recife, que passou a integrar a Universidade Federal de Pernambuco - UFPE em 1965. Quando estudante universitário, estagiou na Casa de Detenção do Recife, desativada em 1974 e reinaugurada em 1976, como Casa da Cultura de Pernambuco.
Casou-se com Maria Dantas Oliveira, de cujo enlace resultaram os filhos Flávia Dantas de Brito e Pedro Dantas de Brito. Com o falecimento da esposa, casou-se com Maria do Socorro Medeiros Brito. Do segundo matrimônio, nasceram os filhos Ítalo de Medeiros Brito, Marcelo de Medeiros Brito e o escritor Marcílio de Medeiros Brito, conhecido por Marcilio Medeiros.
Inicialmente, trabalhou, como médico, no município de Serra Negra do Norte, por cerca de cinco anos. Em Caicó, trabalhou no Hospital Seridó e Maternidade Mãe Quininha. Neste mesmo período, atuou nos municípios vizinhos de Florânia e São João do Sabugi, onde foi o responsável pela campanha de arrecadação de fundos, junto a fazendeiros da região, para a construção da Maternidade Dr. José de Medeiros Rocha, primeira unidade de saúde do município. Nesta tarefa, contou com a colaboração da política e comerciante do ramo de farmácia Eunice de Assis Medeiros.
Trabalhou, paralelamente, como professor no Centro Educacional José Augusto - CEJA de Caicó (antigo Instituto de Educação).
Membro do Lions Clube de Caicó, unidade local do Lions Clubs International, foi seu presidente e vice-presidente do distrito L-14, que englobava os estados da Bahia ao Ceará.